# 1999 (فلم)
1999 هو فيلم من نوع دراما أُصدر في 2009. الفيلم من إخراج وسيناريو Lenin M. Sivam ‏.

## القصة
تقع أحداث الفيلم في تورونتو، ويستكشف الفيلم مشهد العصابات السريلانكية في تورنتو في أواخر التسعينيات. ومن خلال إطار زمني يمتد لأقل من 24 ساعة، يحاول الفيلم التعمق داخل مجتمع العصابات التاميلية. يبدأ الفيلم بحادث إطلاق نار يؤدي إلى نهاية معاهدة سلام بين عصابتين متنافستين في سكاربورو. ومع تضييق المحققين الخناق على أفراد العصابتين المتنافستين وسعي أفراد العصابات المتنافسة للانتقام، يرسم فيلم 1999 خريطة للخسائر التي تتسبب بها العصابات ليس فقط على الأفراد، بل على التأثيرات المباشرة التي تتركها على الأسرة والمجتمع.

## طاقم التمثيل
- K. S. Balachandran [الإنجليزية]‏

## وصلات خارجية
- مقالات تستعمل روابط فنية بلا صلة مع ويكي بيانات